# 千葉大学文学部
千葉大学文学部（ちばだいがくぶんがくぶ、英称:Faculty of Letters）は、千葉大学に設置される学部の一つである。

## 概要
千葉大学文学部は、千葉師範学校と千葉青年師範学校を前身とし、1949年の千葉大学発足時に学芸学部として設立された、千葉大学最古の歴史を持つ学部である。1950年に東京医科歯科大学予科を吸収して文理学部に改組され、文理学部人文科学が設立された。1981年に文学部に改組。学際性、国際性の高い少人数教育により、研究者養成と職業人養成を行っている。

## 沿革
- 1949年 - 千葉師範学校と千葉青年師範学校を統合して千葉大学学芸学部を設立[1]。
- 1950年 - 東京医科歯科大学予科を吸収し、千葉大学学芸学部を文理学部と教育学部に改組[1]。
- 1968年 - 文理学部を人文学部と理学部に改組[1]。
- 1972年 - 人文学専攻科を設置[1]。
- 1981年 - 人文学部を文学部と法経学部に改組[1]。
- 1985年 - 人文学部人文学専攻科を廃止し大学院文学研究科（修士課程）を設置[1]。
- 1995年 - 大学院社会文化科学研究科（後期3年博士課程）を設置[1]。
- 2006年 - 大学院文学研究科（修士課程）、社会科学研究科（修士課程）、社会文化科学研究科 （後期3年博士課程、2014年に廃止）を改組し、大学院人文社会科学研究科（博士前期・後期課程）を設置[1]。
- 2016年 - 文学部を改組。行動科学科、史学科、日本文化学科、国際言語文化学科が人文学科に統合され、その下に行動科学コース、歴史学コース、日本・ユーラシア文化コース、国際言語文化コースが設置された。
- 2017年 - 大学院人文社会科学研究科を改組し、人文公共学府（博士前期・後期課程）を設置。博士前期課程（修士課程）に人文科学専攻（基盤文化コース、多文化共生コース、教育・学修支援コース）を設置。博士後期課程（博士課程）に人文公共学専攻（人文科学コース、公共学コース、社会科学コース）を設置。

## 学科
- 入学定員170名
  - 行動科学コース（旧 行動科学科）
  - 歴史学コース（旧 史学科）
  - 日本・ユーラシア文化コース（旧 日本文化学科）
  - 国際言語文化学コース（旧 国際言語文化学科）

## 著名な出身者

### マスコミ
- 渡辺雅隆 - 朝日新聞社社長、日本高等学校野球連盟最高顧問
- 鹿嶋敬 - 元日本経済新聞社編集局次長兼文化部長、女性労働協会会長
- 藍原寛子 - 元福島民友新聞社デスク
- 塚原あゆ子 - ドリマックス・テレビジョンディレクター、ザテレビジョンドラマアカデミー賞監督賞
- 徳島高義 - 元講談社常務取締役、元群像編集長

### 研究
- 青山拓央 - 哲学、京都大学総合人間学部准教授、日本科学哲学会石本賞
- 姉川雄大 - 歴史学、長崎大学多文化社会学部准教授
- 市原茂 - 心理学、首都大学東京名誉教授
- 江田孝臣 - アメリカ文学、早稲田大学文学学術院教授
- 長田雅喜 - 心理学、名古屋大学名誉教授
- 鎌倉利光 - 心理学、愛知大学文学部教授
- 柴田正良 - 哲学、金沢大学教授
- 椎名健 - 心理学、筑波大学名誉教授
- 島宗理 - 心理学、法政大学文学部教授
- 鈴木光太郎 - 心理学、新潟大学人文学部教授
- 関塚麻由 - 心理学、秀明大学学校教師学部専任講師
- 俵木悟 - 民俗学、成城大学文芸学部教授
- 土田知則 - 仏文学、千葉大学名誉教授
- 土屋葉 - 社会学、愛知大学文学部教授
- 中村隆文 - 哲学、神奈川大学国際日本学部教授
- 永田雄三 - トルコ研究、元東京外国語大学教授
- 西嶋義憲 - 言語学、金沢大学人間社会研究域教授
- 野口薫 - 心理学、千葉大学名誉教授
- 波戸岡景太 - アメリカ文学、法政大学文学部教授
- 深澤愛 - 日本語学、近畿大学文芸学部准教授
- 藤井都百 - 認知科学、九州大学インスティテューショナル・リサーチ室准教授
- 藤田覚 - 日本近世史、東京大学名誉教授、元歴史学研究会委員長、角川源義賞
- 藤村龍雄 - 哲学、東京水産大学名誉教授、日本翻訳出版文化賞
- 増野肇 - 精神病理学、ルーテル学院大学名誉教授、元日本心理学会理事長、日本芸術療法学会賞
- 南田勝也 - 社会学、武蔵大学社会学部教授
- 吉永明弘 - 環境倫理学、法政大学人間環境学部教授
- 吉永敦征 - 哲学、情報倫理、山口県立大学国際文化学部国際文化学科准教授
- 吉野利弘 - 英語学、立教大学名誉教授
- 渡部周子 - 文化研究、島根県立大学准教授

### 文化
- 浮穴みみ - 小説家、小説推理新人賞
- 芦沢央 - 小説家、野性時代フロンティア文学賞
- 式貴士 - 作家、元ワセダミステリクラブメンバー
- 佐藤ちあき - 少女小説家、ロマン大賞佳作
- 橋本榮治 - 俳人、俳人協会新人賞
- 中島諭宇樹 - 漫画家、ストーリーキング漫画部門準キング

### 芸能
- 大久保佳代子 - お笑いタレント、オアシズメンバー
- 桂右女助 - 落語家、ちよだ文学賞
- 神永大輔 - 尺八奏者
- 都留拓也 - お笑いタレント、ラパルフェメンバー

### その他
- 田中弦 - Unipos創業者・CEO
- 繁田美貴 - テレビ東京アナウンサー
- 末田倫子 - 元山陽放送アナウンサー
- 坂本献一 - 牧師、保守バプテスト同盟主事